# مدیریت مالی
مدیریت مالی به اثربخشی و کارایی پول (وجوه/منابع مالی) به منظور دست‌یابی به اهداف سازمان گفته می‌شود. مدیریت مالی دربرگیرنده چگونگی افزایش سرمایأمین مالی)، و نحوه تخصیص آن است (به عال بدی سرمایه‌ای). این امر تنها مختص بودجه بندی منابع بلند مدت نیست؛ بلکه منابع کوتاه مدت مانند دارایی‌های ز در بر می‌گیرد. همچنین با سیاست توزیع سود سهامداران نیز مرتبط است.

## تعریف مدیریت مالی
مدیریت مالی مدیریت منابع و مصارف به صورت کارا و اثربخش است. هدف مدیریت مالی: هدف مدیریت مالی افزایش ارزش شرکت و در نتیجه افزایش ثروت سهامداران می‌باشد.
جایگاه مدیریت مالی:
فارغ التحصیلان این رشته با تسلط به مباحث تئوری مدیریت مالی در حوزه‌های مختلفی همچون سرمایه‌گذاری و بانکداری و بیمه و مدیریت ریسک و مهندسی مالی (ارایه روشهای نوین مالی) تأمین مالی و اعتباری و … می‌تواند در پستهای مرتبط سازمانی ازجمله معاونت مالی (در مفهوم جدید آن) و معاونت سرمایه‌گذاری و تأمین مالی اعتبارات مالی در بانکها و ارزیابی اقتصادی پروژه‌ها و شرکتهای سرمایه‌گذاری و بورس اوراق بهادار و غیره مشغول بکار شوند. این رشته در حال حاضر دارای آینده شغلی بسیار مناسبی می‌باشد.

## وظایف مدیر مالی
مدیر مالی در هر سازمان سه وظیفه اصلی دارد که وظایف دیگر حول این سه وظیفه می‌گردند.
1. تصمیمات مبتنی بر سرمایه‌گذاری است
2. تصمیمات مبتنی بر تأمین مالی
3. تصمیمات مبتنی بر سیاست تقسیم سود

ترکیب بهینه سه مورد گفته شده در صورتی که همسو با هدف سازمان انجام شوند منجر به حداکثر کردن ارزش شرکت و در نتیجه حداکثر کردن ثروت سهامداران می‌شود، همان هدفی که مدیریت مالی به دنبال دستیابی به آن است.